# Лабораторія Фантастики
Лаборатория Фантастики, скорочено Фантлаб — Лабораторія Фантастики (Фантлаб) — російський вебсайт, створений у липні 2004 року, присвячений фантастичній літературі.

## Принципи і цілі
Основними характерними особливостями сайта, що визначають його позицію в російському секторі інтернета, є 
- максимально повні й достовірні бібліографії авторів-фантастів
- рейтинги книг і авторів на основі голосування відвідувачів
- відгуки відвідувачів про прочитані книжки
- особистісно-орієнтовані рекомендації
- жанрова класифікація творів
- інформація про плани видавництв, літературні нагороди та премії

База даних сайта містить інформацію про більш ніж 1500 авторах і 131600 літературних творів (більше 51 000 видань) (на січень 2011 року).
Бібліографії Фантлаба можна вважати дуже достовірними, оскільки при їхньому укладанні послуговуються численними і різноманітними джерелами, які вивчаються, порівнюються, перевіряються та доповнюються. Бібліографії на ФантЛабі — це перелік праць автора з усіма подробицями. Вказана приналежність творів до серіалів, циклів, епопей. Вказані всі видання, надається різноманітна додаткова інформація.

## Рейтинги
Рейтинги поділяються на три категорії: «світова фантастика», «зарубіжна фантастика» і «російськомовна фантастика». Перша категорія включає другу і третю. В кожній є чотири рейтинги: 
- Рейтинг авторів
- Рейтинг романів
- Рейтинг циклів, серіалів
- Рейтинг повістей і оповідань

Всі рейтинги є динамічними і оновлюються автоматично з кожною новою (чи зміненою старою) оцінкою.

## Система рекомендацій
Система рекомендацій на Фантлабі схожа на систему рекомендацій на Last.fm.
Кожен зареєстрований користувач може виставляти оцінки прочитаним книжкам за 10-бальною шкалою. Таким чином він може отримати персональні рекомендації, які формуються автоматично на основі його гаданої оцінки тому чи іншому твору (на основі кореляційного аналізу оцінок відвідувачів). 
Він може також обирати за кількома параметрами (НФ чи фентезі, російські чи зарубіжні, новинки).

## Жанровий класифікатор
На сайті існує система розвитку в класі, що стимулює активність відвідувачів. Зареєстровані користувачі, які досягли певного рівня розвитку, мають право брати участь в класифікації жанрів прочитаних та оцінених ними книг. За допомогою спеціального класифікатора вони можуть визначити жанр літературного твору і його основні характеристики, особливості розвитку сюжету, час і місце дії, гаданий вік читачів тощо. Твір вважається класифікованим, якщо проголосували не менше 5 відвідувачів. Опція «Пошук за жанром» дозволяє знайти у базі твори, що відповідають заданим критеріям.

## Авторські колонки
Зареєстровані користувачі мають можливість вести власні авторські колонки. Чимало письменників, критиків і журналістів розміщають в них свої статті, які публікуються на головній сторінці сайта. Це дозволяє надати сайтові статус електронного літературного видання (журналу).

## Критика
Оглядач журналу «Якщо» Аркадій Рух зазначив, що якість контенту порталу, що наповнюється за принципами Веб 2.0, не завжди відповідає елементарним вимогам та навів кілька прикладів невдалих формулювань, що нагадують шкільні твори. Вони стосувалися як відгуків користувача (модерованих постфактум, згідно з правилами сайту та оцінок інших користувачів), так і премодерованих текстів сайту — анотацій користувача до книг та ін.